# Луї-Габрієль Сюше
Луї-Габрієль Сюше (фр. Louis-Gabriel Suchet; нар. 2 березня 1770, Ліон — пом.3 січня 1826, Марсель) — герцог Албуферський (1-й, 11 січня 1813), маршал Франції (1811), пер Франції.
Народився у сім'ї фабриканта шовкових виробів у Ліоні. Почав військову службу у 1792 році волетнером республіканських військ. У 1798 році отримав звання генерала та призначений начальником штабу італійської армії. Особливо відзначився під час захисту Генуї проти значно більших сил австрійського війська у 1800 році. Брав участь у кампаніях 1805. 1806 та 1807 років, після укладання Тільзитського мирного договору командував військовим корпусом, що був розташований у Сілезії, а в кінці 1808 року повів його до Іспанії. За взяття міста Валенсії був відзначений титулом герцога Албуферського. Після реставрації монархії підкорився королю та отримав у командування Південну армію та призначений пером Франції, але у 1815 знов перейшов на бік Наполеона. Був призначений командувачем альпійської армії та увійшов у Савою, але під натиском значно більшої австрійської армії був змушений відступити. Король виключив його із списків перів, але у 1819 році він був поновлений у цьому званні.
Похований на цвинтарі Пер-Лашез.